# Carabus roseni gonbadensis
Carabus (Miomocarabus) roseni gonbadensis – podgatunek chrząszcza z rodziny biegaczowatych i podrodziny Carabinae.
Takson ten został opisany w 1991 roku przez Thierry'ego Deuve.
Chrząszcz palearktyczny, endemiczny dla Iranu. Miejsce typowe położone jest 70 km na północny wschód od Gonbad-e Kawus na północny wschód od Gorganu w północno-wschodniej części kraju.